# Obični vučac
Obični vučac (suličasti vučac, bodkastolistna kustovnica, lat. Lycium barbarum, sinonim: L. halimifolium) drvenasta je biljka iz porodice pomoćnica.  U Kini se zove Níngxià gǒuqǐ (kineski 宁夏枸杞‚Gǒuqǐ iz Ningxije). Rabi se kao ukrasna biljka, dio je kineske kuhinje i tradicionalne kineske medicine. Bobice se zovu goji.
Obični vučac u Hrvatskoj raste divlje, ali se sadi i za živice.

### Podrijetlo i povijest
Podrijetlo kustovnice nije posve razjašnjeno. Može se naći od Jugoistočne Europe do Kine. Osobito se uzgaja u kineskoj pokrajini Ningxia. Odatle se proširilo kao usjev u ostale dijelove Azije, Europe, Amerike, Sjevernu Afriku i Australiju / Novi Zeland. Vrsta je posebno raširena u sjeverozapadnim kineskim pokrajinama Gansu, Ningxia, Qinghai i Unutrašnjoj Mongoliji.

## Uporaba
Nakon sazrijevanja plodovi se beru i suše na suncu.
Kineska tradicionalna medicina rabi sušene bobice vučca (zna se naći i naziv "bobice goji" po engleskoj transliteraciji "goji" kineskog naziva biljke) protiv povišenog krvnog tlaka, povišenog krvnog šećera i za potporu imunološkog sustava .
U tradicionalnoj kineskoj medicini bobice vučca se rabe za povećanje yina protiv sljedećih poteškoća: 
vrtoglavice, dijabetesa, anemije, prehlade, umora, impotencije, preranog starenja, noćnog znojenja, slabosti leđa i koljena, zujanja u ušima, slabovidnosti i neplodnosti.

## Sastav
Bjelančevine 15,6 %
Ugljikohidrati 42 %
Vitamin C 12 mg/100g
Provitamin A 8,55 mkg/100g
Željezo 12,2 mg/100g

## Dodatna litratura
Hoffmann,C.: Goji Berry: Fruits of Paradise,Salt Lake City 2007.

## Vanjske poveznice
- Uzgoj bobica goji
- Proleksis